# ガラス器具
ガラス器具（ガラスきぐ）は、化学実験に使用されるガラス製の器具。ガラスはほとんどの化学薬品に対して安定で、熱にもある程度強いため実験器具の素材として用いられることが多い。ガラスを腐食する化学薬品はフッ化水素酸、熱強アルカリなどである。ガラス器具同士を繋げる方法はゴム栓を使うものと共通擦り合わせ（共栓）を使うものがある。

## 主なガラス器具

### 実験用硝子器具
- ビーカー類
  - ビーカー
  - トールビーカー
  - コニカルビーカー
- フラスコ類
  - 三角フラスコ
  - 丸底フラスコ
  - 平底フラスコ
  - メスフラスコ（体積計）
  - ケルダールフラスコ
  - 坂口フラスコ
  - ナスフラスコ
  - ナシフラスコ
  - セパラブルフラスコ
  - 枝付きフラスコ
- ピペット類
  - パスツールピペット
  - 駒込ピペット
  - メスピペット（体積計） - 先端目盛の物と中間目盛の物とがある。
  - ホールピペット（体積計）
- その他体積計類
  - メスシリンダー
  - メートグラス
    - 円筒メートグラス
    - 円錐メートグラス

  - ビュレット
    - ビュレット
    - 自動ビュレット
    - ミクロビュレット

  - 牛乳試験用体積計
    - 乳脂計 - ゲルベル氏乳脂計 バブコック乳脂計等がある。
    - 牛乳ホールピペット
    - 牛乳メスピペット
- 冷却器
  - リービッヒ冷却器
  - アリーン冷却器
  - ジムロート冷却器
  - グラハム（蛇管形）冷却器
- ロート
- 分液ロート
  - 丸形分液ロート
  - スキーブ形分液ロート
  - 円筒形分液ロート
- 秤量びん
- 時計皿
- ペトリ皿
- 試験管 - リム付 リム無 目盛付 キャップ付等がある。
- 遠心沈澱管 - 試験管を強固にしたもので遠心器に使用する。用途に合わせて丸底 円錐 キャップ付等がある。
- バイアルびん
- デシケーター
- クロマトグラフ管
- アスピレーター

### 環境関連硝子器具
- ソックスレー抽出装置
- クデルナ-ダニッシュ濃縮装置
- アンモニウムイオン水蒸気蒸留装置
- フッ素イオン水蒸気蒸留装置
- シアンイオン水蒸気蒸留装置
- カラムクロマトグラフィー
- 比色式残留塩素測定器
- 比色管/試験管